# Hans Scheele
Hans-Heinrich Scheele (Amburgo, 18 dicembre 1908 – Mahilëŭ, 23 luglio 1941) è stato un ostacolista tedesco.

## Biografia
Nel 1934 prese parte ai campionati europei di atletica leggera di Torino, conquistando la medaglia d'oro nei 400 metri ostacoli e nella staffetta 4×400 metri insieme ai connazionali Helmut Hamann, Harry Voigt e Adolf Metzner.
Nel 1936 partecipò ai Giochi olimpici di Berlino, ma  fu eliminato durante le batterie di qualificazione dei 400 metri ostacoli.
Nella vita extrasportiva era un uomo d'affari, ma fu mobilitato nel 1939 per la seconda guerra mondiale: nel 1941, all'inizio della campagna di Russia, fu ucciso a Mahilëŭ, nell'attuale Bielorussia, dove è sepolto nel cimitero militare.

## Palmarès
| Anno | Manifestazione  | Sede    | Evento                | Risultato | Prestazione | Note |
| ---- | --------------- | ------- | --------------------- | --------- | ----------- | ---- |
| 1934 | Europei         | Torino  | 400 metri ostacoli    | Oro       | 53"2        |      |
| 1934 | Europei         | Torino  | Staffetta 4×400 metri | Oro       | 3'14"1      |      |
| 1936 | Giochi olimpici | Berlino | 400 metri ostacoli    | Batteria  | 54"6        |      |